# Водо-водяной ядерный реактор

Энергоблок с реактором PWR АЭС Библис

Схема работы АЭС на двухконтурном водо-водяном ядерном реакторе

Водо-водяной ядерный реактор — реактор, использующий в качестве замедлителя и теплоносителя обычную (лёгкую) воду. Наиболее распространённый в мире тип водо-водяных реакторов — с водой под давлением. В России производятся реакторы ВВЭР, в других странах общее название таких реакторов — PWR (реактор с водой под давлением, от англ. pressurized water reactor). Другой тип водо-водяных реакторов — «кипящие».

## Конструкция

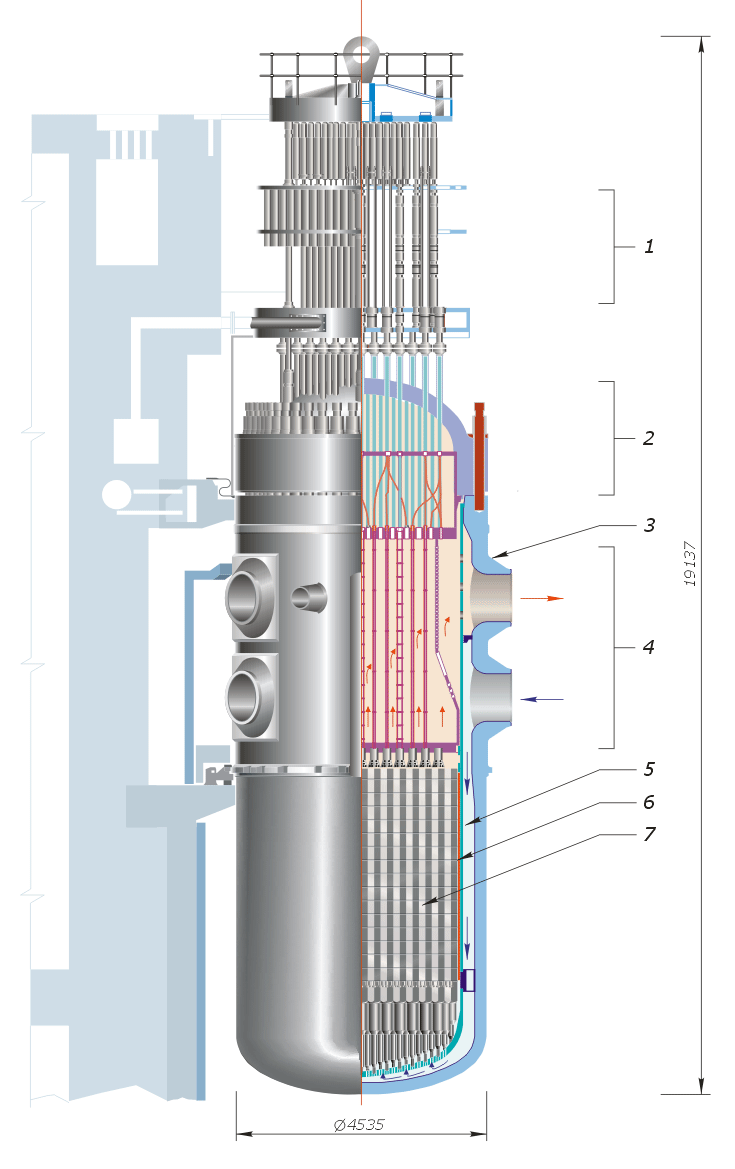
Устройство реактора ВВЭР-1000: 1 — привод СУЗ; 2 — крышка реактора; 3 — корпус реактора; 4 — блок защитных труб (БЗТ); 5 — шахта; 6 — выгородка активной зоны; 7 — топливные сборки (ТВС), регулирующие стержни.

Активная зона водо-водяного реактора набрана из тепловыделяющих сборок, заполненных пластинчатыми или цилиндрическими тепловыделяющими элементами. Корпус тепловыделяющей сборки изготовляют из листового материала (алюминия, циркония), слабо поглощающего нейтроны. Сборки размещают в цилиндрической клетке, которая вместе со сборками помещается в корпус реактора. Кольцевое пространство между ним и внешней стенкой клетки, заполненное водой, выполняет функцию отражателя. Вода, проходя снизу вверх через зазоры между тепловыделяющими элементами, охлаждает их. Таким образом, она выполняет функцию теплоносителя, замедлителя и отражателя. Корпус реактора рассчитывается на прочность, исходя из давления воды. Горловина корпуса закрывается герметической крышкой, которая снимается при загрузке и выгрузке тепловыделяющих сборок.
В физических водо-водяных реакторах обычно используют воду под атмосферным давлением. Корпуса таких реакторов герметичной крышки не имеют, и вода в них находится под атмосферным давлением (имеет открытый уровень).
Энергетические водо-водяные реакторы (в частности, ВВЭР) должны работать с использованием воды под давлением. Применение воды в качестве теплоносителя и замедлителя определяет ряд специфических особенностей реакторов. Поэтому обычно эти реакторы выделяются в самостоятельную группу и именуются реакторами, охлаждаемыми водой под давлением.
Примеры водо-водяных реакторов:
- ВВЭР (СССР, Россия)
- PWR (например, производства компании Westinghouse Electric Company, США)
- EPR (AREVA, Франция — Германия)
- AP1000 (Westinghouse, США); CAP1400 (Китай)
- S9G (США)
- HPR1000 (Китай)

## Особенности использования воды

### Достоинства
Использование воды в качестве теплоносителя и теплоносителя-замедлителя в ядерных установках имеет ряд преимуществ.
1. Технология изготовления таких реакторов хорошо изучена и отработана.
2. Вода, обладая хорошими теплопередающими свойствами, относительно просто и с малыми затратами мощности перекачивается насосами. (При одинаковых условиях коэффициент теплопередачи для тяжёлой воды на 10 % больше по сравнению с коэффициентом теплопередачи для лёгкой воды).
3. Использование воды в качестве теплоносителя позволяет осуществить непосредственную генерацию пара в реакторе (кипящие реакторы). Лёгкая вода используется также для организации пароводяного цикла во вторичном контуре.
4. Невоспламеняемость и невозможность затвердевания воды упрощает проблему эксплуатации реактора и вспомогательного оборудования.
5. Обычная химически обессоленная вода дешева.
6. Использование воды обеспечивает безопасность эксплуатации реактора.
7. В реакторах с водяным теплоносителем-замедлителем при соответствующей конструкции активной зоны можно достичь отрицательного температурного коэффициента реактивности, что предохраняет реактор от произвольного разгона мощности.
8. Позволяет создавать блоки мощностью до 1600 МВт.

### Недостатки
1. Вода взаимодействует с ураном и его соединениями (корродирует) при аварийных ситуациях, поэтому тепловыделяющие элементы имеют стойкие к коррозии оболочки (обычно цирконий). При повышенных температурах воды конструкционные материалы также должны подбираться с достаточно хорошими антикоррозионными свойствами, или должен поддерживаться специальный водно-химический режим, связывающий кислород, образующийся в воде при её радиолизе. Особенно необходимо отметить высокую интенсивность коррозии многих металлов в воде при температуре выше 300 °C.
2. Проблема подбора коррозионно-устойчивых материалов усложняется необходимостью иметь высокое давление воды при повышенных температурах. Необходимость иметь высокое давление в реакторе усложняет конструкцию корпуса реактора и его отдельных узлов.
3. Возможность аварии с течью теплоносителя и необходимость средств для её компенсации.
4. Стоимость тяжёлой воды велика (актуально только для реакторов на тяжёлой воде типа CANDU, в СССР такие реакторы не строили). Это требует сведения утечки воды и потерь её к минимуму, что усложняет конструкцию энергетического оборудования и эксплуатацию установки.

### Активация воды
Важной проблемой при использовании воды для охлаждения реакторов является наведённая радиоактивность, которая определяется активацией ядер теплоносителя при захвате ими нейтронов. Активации подвергаются как кислород и водород воды, так и ядра примесей: например, продуктов коррозии оборудования 1-го контура (железо, кобальт, никель, хром), а также растворённых в воде солей натрия, кальция, магния и т. д. Активность собственно самой воды определяется в основном активностью изотопа азота-16 (образуется из кислорода-16 по (n, p)-реакции), период полураспада которого составляет около 7 секунд. Таким образом, менее чем через минуту после остановки реактора радиоактивность теплоносителя 1-го контура спадает в сотни раз, и определяется только активностью продуктов коррозии, которые извлекаются из воды на ионообменных фильтрах. 
Активация воды может происходить также при нарушении герметичности оболочки ТВЭЛов, что приводит к попаданию в теплоноситель продуктов деления, прежде всего радиоактивного йода и цезия.
Однако вся наведённая радиоактивность относится к веществам, остающимся в пределах первого контура, поэтому в водо-водяных реакторах, в отличие от кипящих, не происходит попадания радиоактивных веществ, характеризующихся наведённой активностью, в турбину и конденсатор и другое оборудование второго контура.